# 41 км (селище)
41 км (рос. 41 км) — селище у складі Томського району Томської області, Росія. Входить до складу Меженіновського сільського поселення.

## Населення
Населення — 7 осіб (2010; 1 у 2002).
Національний склад (станом на 2002 рік):
- росіяни — 100 %